# Петър Граматик
Петър Граматик е български духовник, живял в средата на 16 век в Ловеч, където през 1558 г. написва ръкописа „Устав на божествената служба“, дарен на църквата в село Белиш, Троянско, „да служи, докато трае“. В друга приписка се чете:
„Тази книга, да се знае, братя българе, какво е носена от Никола Даскал от село Българе. И откупи я Николчо, Неделков син, и подружка му Стойка... и приложи я в църквата Белишка.“
Накрая ръкописната книга попада в селището Ръкърул, около Брашов във Влашко, а после в самия град Брашов.